# Перегруппировка Фриса

Общая схема перегруппировки

Перегруппировка Фриса (реакция Фриса) — именная химическая реакция, превращение сложных эфиров фенолов в 2- и 4-ацилфенолы (фенолы с ацильными остатками в бензольном кольце) под действием катализатора, в роли которого используются кислоты Льюиса, и при повышенной температуре. В совокупности с этерификацией фенолов может рассматриваться как их непрямое ацилирование. Эфиры алифатических кислот вступают в реакцию легче, чем эфиры ароматических. Перегруппировка открыта немецким химиком Карлом Теофилом Фрисом в 1908 году.

## Механизм
Многочисленные исследования перегруппировки Фриса ещё не дали окончательного ответа на вопрос о подлинном механизме данной реакции. На данный момент довольно тяжело предложить такой механизм, который смог бы удовлетворить всем известным о перегруппировке Фриса фактам. Сегодня, однако, многие исследовали сходятся во мнении, что началом реакции служит хелатирование сложного эфира фенола солью металла, к примеру хлоридом алюминия, или иным катализатором. Затем металлосодержащий заместитель мигрирует к фенольному атому кислорода, связь C—O разрывается и генерируется ион ацилия с формулой COR+, представляющий собой кинетически независимую частицу, вместе с фенолятом алюминия, если в качестве катализатора выбран хлорид этого металла.

Схема первых стадий реакции Фриса

После этого фенолят алюминия подвергается электрофильной атаке со стороны иона ацилия. Атака приходится либо в орто-, либо в пара-положение бензольного кольца, причём принципиальных отличий между этими направлениями атаки нет. Сначала образуется аддукт, передавая положительный заряд бензольному кольцу, после чего получившееся соединение отщепляет протон водорода, как наиболее легко уходящую частицу. Конечной стадией перегруппировки является реакция с водой, в результате чего уходит металлосодержащий заместитель и образуется конечный продукт.
|  | Атака в орто-положение |
|  | Атака в пара-положение |

Атака иона ацилия именно в орто- и пара-положения бензольного кольца объясняется возрастанием электронной плотности в этих положениях, что облегчает электрофильное действие катиона.
По другим источникам, при образовании орто-изомера вообще не происходит отделения иона ацилия; он может просто переместиться внутри молекулы в положение с более повышенной электронной плотностью, которым и является орто-положение.
Стоит отметить, что условия, создаваемые для проведения классической перегруппировки Фриса, подходят для циклизации некоторых соединений, образующихся в данной реакции в качестве продуктов. Этот факт активно используется в органическом синтезе. К примеру, перегруппировка Фриса, проведённая с фениловыми эфирами некоторых α,β-ненасыщенных кислот, даёт продукт, содержащий в своём составе 2 цикла. Промежуточно образуется о-оксиненасыщенный кетон, который можно выделить и циклизовать в других условиях, однако на практике циклизация нередко проводится прямо в реакционной смеси. К примеру, реакция образования хроманона:

## Реакция Фриса с полициклическими аренами
Перегруппировка Фриса применима не только для сложных эфиров фенола. Ей могут также подвергаться производные различных полициклических аренов, к примеру, нафтолы. Так, из сложных эфиров α-нафтола могут образовываться 4-ацилнафтолы при низкой температуре. При этом чем больше молярная масса ацильной группы, тем меньше скорость образования продукта. Данный факт существенно ограничивает препаративную ценность проведения реакции Фриса с эфирами нафтолов.
При увеличении температуры наряду с 4-ацилнафтолами также образуются и другие производные нафтолов — 2-ацилнафтолы и 2,4-ацилнафтолы. К примеру, из уксусного эфира β-нафтола образуются 1-ацетил-2-нафтол с выходом 33—40 % и 6-ацетил-2-нафтол с выходом 5 %:
В ряду фенантренов применение реакции Фриса не оправдано ввиду отсутствия каких-либо преимуществ по сравнению с прямым ацилированием по Фриделю—Крафтсу. Более того, в ряду случаев перегруппировка Фриса приводит к получению трудноразделимых или неразделимых смесей, к примеру, смеси 2-ацетокси- и 3-ацетоксифенантрена. Выходы продуктов при применении реакции Фриса в фенантреновом ряду либо ниже, либо такие же, как при ацилировании по Фриделю—Крафтсу.
Реакция Фриса протекает и со сложными эфирами оксикумаринов, производными кумаринов, приводя к образованию орто-оксикетонов. Обычно перегруппировка с данными веществами протекает гладко, хотя есть исключительные вещества, проведение реакции Фриса с которыми безрезультативно. В органическом синтезе активно используется способ получения 2-ацилрезорцинов, основанный на реакции Фриса с ацильными производными 4-метил-7-оксикумарина, которые синтезируют из резорцина и ацетоуксусного эфира.

## Условия проведения

### Растворители
В качестве растворителя обычно используется нитробензол, тетрахлорэтан, сероуглерод или хлорбензол. В конце реакции нитробензол или тетрахлорэтан удаляют путём перегонки с паром. Возможно проведение перегруппировки и в отсутствие катализатора, например, в случае, если требуются жёсткие условия проведения процесса, например, высокая температура, однако при этом оказывается невозможным снизить температуру реакции.
Растворитель способен влиять на соотношение орто- и пара-изомеров среди продуктов реакции. Так, было установлено, что при перегруппировке фенилового эфира каприловой кислоты при температуре 70 °C в среде нитробензола выход пара-оксикетона составил 71 %, а в случае применение тетрахлорэтана в качестве растворителя выход данного продукта снизился до 63 %.

### Катализаторы
Применяемые для реакции Фриса катализаторы разнообразны. Часто используют хлориды алюминия, олова(IV), титана (IV), цинка, а также вещества, не содержащие в своём составе ионы металлов: п-толуолсульфокислота, фтороводород, фторид бора(III), полифосфорная кислота, трифторметансульфокислота. В качестве катализатора используется и оксид фосфора(V), однако в его присутствии перегруппировка происходит исключительно в пара-положение бензольного кольца. Катализаторы могут напрямую влиять на соотношение орто- и пара-изомеров в продукте. К примеру, при использовании полифосфорной кислоты выход продукта составляет схожее с хлоридом алюминия значение, однако в этом случае наблюдается преимущественное образование пара-изомера.
Как правило, катализатор берут в количестве моль, равному количеству моль исходного соединения. Однако в случае с трифторметансульфокислотой могут потребоваться лишь её следовые количества, при этом эффективность данного катализатора остаётся высокой. Количество необходимого катализатора зависит и от специфики исходного вещества. К примеру, при перегруппировке уксусного эфира гваякола необходимо на 1 моль сложного эфира брать 2 моля хлорида алюминия. Предполагается, что в данном случае 1 моль катализатора расходуется на образование комплекса с алкоксильной группой.
Количество используемого катализатора может влиять на выход того или иного изомера. К примеру, в случае перегруппировки фенилового эфира каприловой кислоты при использовании 1 моля хлорида алюминия выход пара-оксикетона составляет 45 %, орто-оксикетона — 33,5 %, а при использовании 2 моль хлорида алюминия выходы продуктов изменяются и составляют 63 % и 30 % соответственно. Стоит, однако, отметить, что увеличение выхода пара-изомера в данном случае достигается не за счёт выхода орто-изомера, а за счёт непрореагировавшей части исходного сложного эфира. В случае с другими катализаторами, к примеру, с хлоридами железа или титана, увеличение количества катализатора приводит к образованию большего количества орто-оксикетона за счёт пара-изомера, что является полной противоположностью использования хлорида алюминия.

### Температура
Реакция проводится при различных температурах, в зависимости от необходимости получения того или иного изомера. Как правило, при более низких температурах — не выше, чем 60 °C, преимущественно образуется пара-изомер, а при более высоких температурах — орто-изомер, то есть наблюдается обратный температурный эффект относительно ацилирования по Фриделю—Крафтсу. Это связано с тем, что образование орто-изомера может быть более термодинамически предпочтительно за счёт стабилизации орто-ацилфенолов внутримолекулярной водородной связью и/или реакция образования этого изомера, в отличие от пара-изомера, может быть необратимой. Точные температуры зависят от изначального вещества. К примеру, в случае с мета-крезилацетатом температура 25 °C наиболее приемлема для получения 2-метил-4-оксиацетофенона, а при 160 °C преимущественно образуется уже другой изомер — 4-метил-2-оксиацетофенон.
Исследования перегруппировки Фриса выявили непосредственную связь между используемым катализатором и соотношением орто- и пара-продуктов. К примеру, хлорид титана(IV) в случае отсутствия растворителя катализирует в основном образование орто-изомера, а фторид бора(III) и хлорид сурьмы(V) в растворе нитрометана преимущественно катализируют образование пара-продукта. Также, на соотношение изомеров могут влиять и электронодонорные заместители в феноле или электроноакцепторные в ацильной группе, которые способствуют образованию орто-изомера.

### Исходные вещества
Выход продукта, а также соотношение изомеров зависят ещё и от исходных веществ. К примеру, ацетаты перегруппировываются легче, чем бензоаты. Этот факт подтверждается экспериментальными данными, согласно которым при нагревании смеси фенилацетата с бензойной кислотой в течение 1 часа при температуре 90 °C основным продуктом реакции является бензоат пара-оксиацетофенона — его выход равен 21 %, и ацетат пара-оксибензофенона с выходом 3 %; а из смеси фенилового эфира бензойной кислоты и уксусной кислоты в качестве основного продукта получен только бензоат пара-оксиацетофенона, его выход составил 21 %. В обоих случаях предпочтение отдавалось перегруппировке ацетата, нежели бензоата.
Существенное влияние на выход продукта и соотношение пара- и орто-изомеров оказывает кислота, которая образует сложный эфир с фенолом. К примеру, в ряду жирных кислот наибольший выход при перегруппировке Фриса наблюдается у пропионовой кислоты.
| Кислота, образующая сложный эфир с фенолом | Выход продукта, %  | Выход продукта, %  |
| ------------------------------------------ | ------------------ | ------------------ |
| Кислота, образующая сложный эфир с фенолом | Выход 2-ацилфенола | Выход 4-ацилфенола |
| Уксусная кислота                           | 20                 | 53                 |
| Пропионовая кислота                        | 13                 | 61                 |
| Масляная кислота                           | 13                 | 45                 |
| Валериановая кислота                       | 6                  | 40                 |
| Капроновая кислота                         | 2                  | 36                 |
| β-Фенилпропионовая кислота                 | 1                  | 10                 |
| Фенилуксусная кислота                      | 1                  | 6                  |
| Бензойная кислота                          | 1                  | 6                  |

Таким образом, скорость реакции Фриса напрямую зависит от ацильных остатков, и данная зависимость может быть выражена в виде ряда, где скорость процесса уменьшается в последовательности:
CnH2n+1CO (n = 1—5) > C6H5CH2CO > C6H5CH2CH2CO > C6H5CH=CHCO > C6H5CO
Если в качестве кислоты, образующей эфир с фенолом, используется замещённая бензойная кислота, то выход продукта и соотношение изомеров напрямую зависят от заместителей в её бензольном кольце. К примеру, метоксильные и метильные группы в орто- и пара-положении способствуют хорошему выходу продукта, а если они же находятся в мета-положении, то уже не оказывают большого влияния на ход реакции; галогены и нитрогруппа в любых положениях затрудняют реакцию.
| Заместитель в бензойной кислоте | о-NO2 | о-Cl | о-CH3 | о-OH | о-OCH3 | м-NO2 | м-Cl | м-CH3 | м-OH | м-OCH3 | п-NO2 | п-Cl | п-CH3 | п-OH | п-OCH3 |
| Выход 4-ацилфенола, %           | 0,1   | 13   | 47    | 2    | 61     | 1     | 5    | 19    | 75   | 7      | 15    | -    | 16    | 24   | 47     |

Существенное влияние на ход реакции Фриса играет также строение фенильного остатка. Так, положение алкильной группы в бензольном кольце определяет характер получаемых продуктов. К примеру, из сложных эфиров пара-крезола образуются только орто-оксикетоны, а из сложных эфиров орто-крезола преимущественно пара-оксикетоны.

### Методика проведения
- Для преимущественного образования пара-изомера рекомендуется проводить перегруппировку Фриса при комнатной температуре в нитробензоле. В нём растворяют сложный эфир, охлаждают и при постоянном перемешивании добавляют хлорид алюминия маленькими порциями. После этого смесь оставляют на 24—48 часов при комнатной температуре. Затем образовавшееся комплексное соединение продукта с хлоридом алюминия подвергают реакции с водой, выливая его на смесь льда и концентрированной соляной кислоты в небольшом количестве. Нитробензол при этом удаляют перегонкой с водяным паром. Очистка продукта реакции производится его переводом в соль натрия путём добавления раствора гидроксида натрия, либо путём экстрагирования и перегонки в вакууме.

- Для преимущественного образования орто-изомера рекомендуется проводить перегруппировку Фриса в растворе сероуглерода. Проведя реакцию, сероуглерод отгоняется, а остаток оставляется при температуре 120—180 °C на некоторое время.

- Отделение пара-изомера от орто-изомера в основном производится путём перегонки с водяным паром, ведь только орто-оксикетон отгоняется вместе с ним[14]. Если же молярная масса оксикетона настолько велика, что орто-изомер также не перегоняется с водяным паром, то продукты обычно разделяют перегонкой в вакууме либо при атмосферном давлении ввиду ощутимой разницы между температурами кипения орто- и пара-изомеров. К примеру, орто-энантоилфенол кипит при температуре 135—140 °C при давлении в 3 мм рт. ст., а пара-энантоилфенол при давлении 4 мм рт. ст. кипит при 200—207 °C. Другим способом разделения изомеров является их растворение в лигроине, если вещества твёрдые. Этот способ основывается на более лёгкой растворимости орто-изомера в лигроине. Иногда разделение изомеров достигается путём экстрагирования разбавленным раствором гидроксида натрия реакционной смеси, при этом пара-оксикетон извлекается из среды в первую очередь[7].

### Трудности
Перегруппировка Фриса является обратимой. К примеру, в дихлорэтане при температуре 170 °C в присутствии трифторметансульфокислоты образуется равновесная смесь из фенилбензоата, орто- и пара-гидроксибензофенона.
Пространственные затруднения в отдельных случаях могут мешать протеканию реакции Фриса или вообще делать её невозможной. К примеру, 3,5-диметилфенилбензоат не претерпевает перегруппировку при 170 °C в дихлорэтане. А 2-гидрокси-4,6-диметил- и 4-гидрокси-2,6-диметилбензофеноны в присутствии трифторметансульфокислоты вступают в ретроперегруппировку Фриса и образуют 3,5-диметилфенилбензоат с выходом продукта 83 %, причём реакция в данном случае необратима.
На возможность перегруппировки влияют и заместители, находящиеся в феноле. Так, ориентанты II рода, к примеру такие группы, как NO2, COOH, COR, затрудняют протекание реакции. Присутствие групп NO2 или C6H5CO в орто- или пара-положении полностью блокируют протекание перегруппировки; группы COOH и CH3CO в орто-положении бензольного кольца тормозят реакцию Фриса, а, находясь в пара-положении, делают её протекание невозможным.
Ещё одной трудностью перегруппировки Фриса является возможность полимеризации исходного вещества, если оно представляет собой сложный эфир фенола с алкильными группами в бензольном кольце. Процесс полимеризации особенно актуален при нагревании реакционной смеси до высокой температуры или при длительном протекании процесса в присутствии хлорида алюминия, который также способен катализировать данную побочную реакцию.
Наконец, органическому синтезу с использованием реакции Фриса может помешать возможность изомеризации продукта. Так, метильная или этильная группа, находящиеся в бензольном кольце фенола, иногда мигрируют в другие его положения в ходе процесса. К примеру, уксусный эфир 2-метил-6-этилфенола при нагревании в течение 5 часов в результате перегруппировки образует 50 % ожидаемого продукта реакции, а также 2-метил-4-этил-производное в меньшем количестве; если аналогичную реакцию проводить при более мягких условиях, то выход ожидаемого продукта увеличится до 73 %, а продукт изомеризации вообще не образуется. Обычно миграция алкильных групп объясняется применением в процессе более чем 1 моля хлорида алюминия, который способен катализировать реакции изомеризации. В данном случае изомеризующее действие реакционной среды никак не связано с протекающей в ней реакцией Фриса, однако оно серьёзно затрудняет получение однородного продукта. С увеличением числа алкильных групп в бензольном кольце их перемещение происходит легче. Хотя данный факт может пойти на пользу промышленному процессу, к примеру, с его помощью возможно осуществление реакции Фриса со сложными эфирами 2,4,6-триалкилфенолов, однако применение миграции алкильных групп сильно ограничено, ведь для осуществления подобного процесса требуются довольно жёсткие условия, а потому использование его в препаративных целях в каждом отдельном случае требует анализа необходимых условий протекания, дополнительных исследований.

## Фотореакция Фриса
Возможно проведение реакции Фриса и в отсутствие катализаторов. В таком случае перегруппировка приобретает название «фотореакция Фриса» и проводится при облучении в полярных растворителях, к примеру, в метаноле. Обычно облучают светом с длиной волны 280—340 нм.
Механизм значительно отличается от классической перегруппировки Фриса. Вначале из-за возбуждения светом происходит гомолитический разрыв связи ArO—COR. Первичным продуктом при этом является пара синглетных радикалов, которые остаются в так называемой «клетке» из молекул растворителя, что даёт повод назвать данный механизм внутримолекулярным, и вынуждены реагировать, или рекомбинировать, между собой с образованием конечного продукта, который также может являться либо пара-, либо орто-изомером. В ходе реакции наблюдаются сигналы ХИДПЯ в спектре 1H-ЯМР.
|  | Первая стадия                         |
|  | Вторая стадия; атака в орто-положение |
|  | Вторая стадия; атака в пара-положение |

Стоит отметить, что соотношение орто- и пара-изомеров в продуктах фотореакции Фриса сильно отличается от таковых при классической перегруппировке. Так, при фотореакции преимущественно образуется пара-ацилфенол, в то время как при термической перегруппировке основным продуктом является орто-изомер. Это происходит из-за дополнительного влияния на соотношение изомеров нового фактора, проявляющегося лишь в случае фотореакции: количество орто- и пара-изомеров пропорционально относительным спиновым плотностям в данных положениях у арилокси-радикала.
Фотореакция Фриса является полезной альтернативой обычной перегруппировке, так как в её условиях сохраняются многие группы, которые элиминируются при катализируемой кислотами Льюиса реакции, к примеру, трет-бутиловый заместитель. Однако, другие группы, например, хлор или метокси-группа, также способны элиминироваться и в фотореакции Фриса.
Одним из минусов фотопегруппировки является диффузия части фенокси- и ацильных радикалов из клетки растворителя, которая приводит к частичному образованию фенолов и полимерных смол за счёт отщепления атомов водорода от соседних молекул, причём происходит это всегда. Данный факт объясняет присутствие фенола в качестве побочного продукта перегруппировки и легко доказывается проведением фотореакции Фриса в газовой фазе с фенилацетатом: в отсутствие растворителя, но в присутствии изобутана, который является источником атомов водорода, преимущественно образуется фенол, в то время как гидроксиацетофеноны практически не присутствуют среди продуктов.
Тем не менее, довольно мягкие условия протекания фотореакции Фриса обуславливают интерес к ней, как к одному из способов синтеза сложных природных соединений, содержащих в своём составе группы ароматических гидроксикетонов. К примеру, фотоперегруппировка Фриса играет важную роль в синтезе антибиотика 9-дезоксидауномицинона.
Аналогичная реакция также протекает и с ароматическими лактонами, анилидами, N-арилкарбаматами, арилсульфонами, N-ариламидами, образуя в случае последней группы веществ орто- и пара-аминокетоны. Обычно перегруппировка N-ариламидов при облучении светом называется фотоанилидной. Она даёт больше побочных продуктов, чем фотоперегруппировка Фриса.

## Обратная реакция Фриса

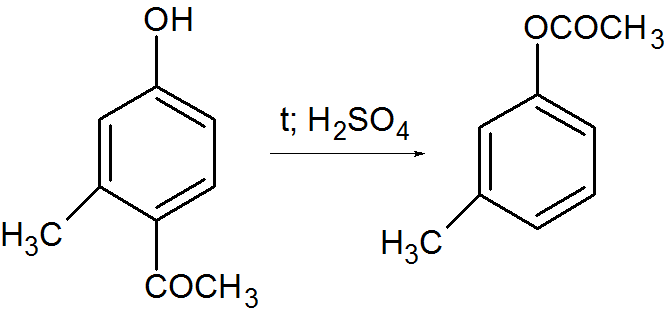
Пример ретрореакции Фриса

Впервые обратную реакцию Фриса удалось обнаружить немецким учёным Розенмунду и Шнурру. Они заметили, при что при нагревании пара-оксикетонов, содержащих алкильный заместитель в орто-положении к ацильной группе, с фосфорной, серной или камфорсульфоновой кислотой они вступают в ретрореакцию Фриса и образуют мета-алкилфениловые сложные эфиры, причём с хорошим выходом. Это подтолкнуло многих исследователей на мысли о якобы истинном механизме реакции Фриса, потому как с ретроперегруппировкой некоторых оксикетонов связывали влияние температуры на протекание классической реакции Фриса. Так, было выдвинуто предположение, что пара-оксикетон в реакционной среде может обратно превращаться в сложный эфир, который под действием высокой температуры и катализатора претерпепает перегруппировку и превращается в орто-оксикетон, тем самым объясняя тот факт, что при более высокой температуре доля орто-изомера в продуктах реакции больше, чем доля пара-изомера. И действительно, некоторые пара-оксикетоны при нагревании с хлоридом алюминия способны превращаться в свой орто-изомер, однако так и не удалось доказать, что сложный эфир при этом является промежуточным веществом.
Ретрореакция Фриса может объясняться с точки зрения пространственных затруднений, которые в значительной степени ограничивают образование ацилфенолов в реакционной среде и благоприятствуют получению фенольных эфиров. Таким образом, имея в реакционной среде изначально лишь изомерные оксикетоны, неустойчивые по стерическим причинам, удаётся с выходом, переваливающим за 80 %, необратимо синтезировать сложные эфиры.

## Применение
Перегруппировка Фриса в основном используется для синтеза ароматических кетонов, содержащих в бензольном кольце OH-группу. Реакция Фриса, таким образом, является альтернативой прямому ацилированию фенолов по Фриделю—Крафтсу и имеет преимущество перед ним, так как исключает осложнения, связанные с образованием в реакционной смеси фенолятов алюминия, а также значительно опережает реакцию Фриделя—Крафтса по выходу продукта. Соответственно, рассматриваемая перегруппировка, несмотря на то, что включает в себя две стадии, на практике используется чаще, чем прямое ацилирование.
В сравнении с другими путями синтеза 2- и 4- ацилфенолов, а также сходных с ними соединений, которые включают декарбонилирование и декарбоксилирование, достоинства реакции Фриса нивелируются в значительной степени прежде всего из-за её основного недостатка — образования как орто-, так и пара-изомеров необходимого вещества. Тем не менее, данная перегруппировка всё же нашла своё применение в органическом синтезе. К примеру, она используется для получения эпоксида из 2'-гидроксихалкона, ведь перегруппировка Фриса в данном случае позволяет избежать окислительных условий, создаваемых альтернативными путями синтеза данного вещества, которые бы неизменно повлекли за собой раскрытие цикла.